# STAR-T! (曲)
「STAR-T!」（すたーと）は、日本の女性歌手・河西智美の楽曲。

## 概要
デビュー10周年を記念して制作され、2017年11月15日に発売された1stアルバム『STAR-T!』に収録のタイトルチューン。シングル化はされていないがミュージック・ビデオが制作されている。

## クレジット
作詞：Tsuki　作曲・編曲：HaTo